# Jens Oliver Lisberg
Jens Oliver Lisberg (Jens Olivur Lisberg en féroïen actuel) est un des inventeurs du Merkið, le drapeau des îles Féroé. Il est né le 24 décembre 1896 et mort le 31 août 1920 dans sa ville natale de Fámjin, dans les îles Féroé.
Étudiant en droit à Copenhague, il invente le Merkið en 1919 avec deux autres étudiants féroïens, Janus Øssursson de Tórshavn et Paul Dahl de Vágur. Lisberg le hisse pour la première fois sur le sol des Féroé à Fámjin, le 22 juin 1919. 
Il meurt de pneumonie en 1920. Le premier exemplaire du Merkið est conservé dans l'église de Fámjin.